# Cambiasca
Cambiasca (Cambiasca in piemontese e in lombardo) è un comune italiano di 1 598 abitanti della provincia del Verbano-Cusio-Ossola in Piemonte.

## Storia

### Simboli
Lo stemma e il gonfalone sono stati riconosciuti con decreto del presidente della Repubblica del 17 aprile 1990.
Stemma
Gonfalone

## Società

### Evoluzione demografica
Abitanti censiti

## Amministrazione
Di seguito è presentata una tabella relativa alle amministrazioni che si sono succedute in questo comune.
| Periodo          | Periodo          | Primo cittadino             | Partito              | Carica              | Note  |
| ---------------- | ---------------- | --------------------------- | -------------------- | ------------------- | ----- |
| 24 aprile 1995   | 14 giugno 1999   | Carlo Alberto Pratesi       |                      | Sindaco             | [ 6 ] |
| 14 giugno 1999   | 14 giugno 2004   | Carlo Alberto Pratesi       | lista civica         | Sindaco             | [ 6 ] |
| 14 giugno 2004   | 20 novembre 2004 | Pierantonio Molinari        | lista civica         | Sindaco             | [ 6 ] |
| 20 novembre 2004 | 5 aprile 2005    | Erminio Benedetto Ro Trillo |                      | Comm. pref.         | [ 6 ] |
| 5 aprile 2005    | 9 febbraio 2009  | Pierantonio Molinari        | lista civica         | Sindaco             | [ 6 ] |
| 9 febbraio 2009  | 8 giugno 2009    | Gaetano Losa                |                      | Comm. straordinario | [ 6 ] |
| 8 giugno 2009    | 26 maggio 2014   | Claudio Liera               | lista civica         | Sindaco             | [ 6 ] |
| 26 maggio 2014   | 27 maggio 2019   | Claudio Liera               | lista civica Insieme | Sindaco             | [ 6 ] |
| 27 maggio 2019   | in carica        | Claudio Liera               | lista civica Insieme | Sindaco             | [ 6 ] |

### Altre informazioni amministrative
Fa parte dell'unione montana di comuni Valgrande e del Lago di Mergozzo e ne è il capoluogo.